# Acrostiba
Acrostiba är ett släkte av skalbaggar som beskrevs av Thomson 1858. Acrostiba ingår i familjen kortvingar.
Släktet innehåller bara arten Acrostiba borealis.